# Croce
Croce (korsisch A Croce) ist eine Gemeinde im französischen Département Haute-Corse auf der Insel Korsika. Sie gehört zum Kanton Casinca-Fiumalto. Die Bewohner nennen sich Cruciani.

## Geografie
Das Siedlungsgebiet liegt durchschnittlich auf 800 Metern über dem Meeresspiegel und besteht aus den Dörfern Croce, Poggio und Sorbello. Die Nachbargemeinden sind La Porta und Ficaja im Norden, San-Damiano im Nordosten und im Osten, Piazzole im Osten, Piedicroce im Südosten, Polveroso im Süden, Nocario und Saliceto im Südwesten, Gavignano im Westen sowie Castineta im Westen und im Nordwesten.

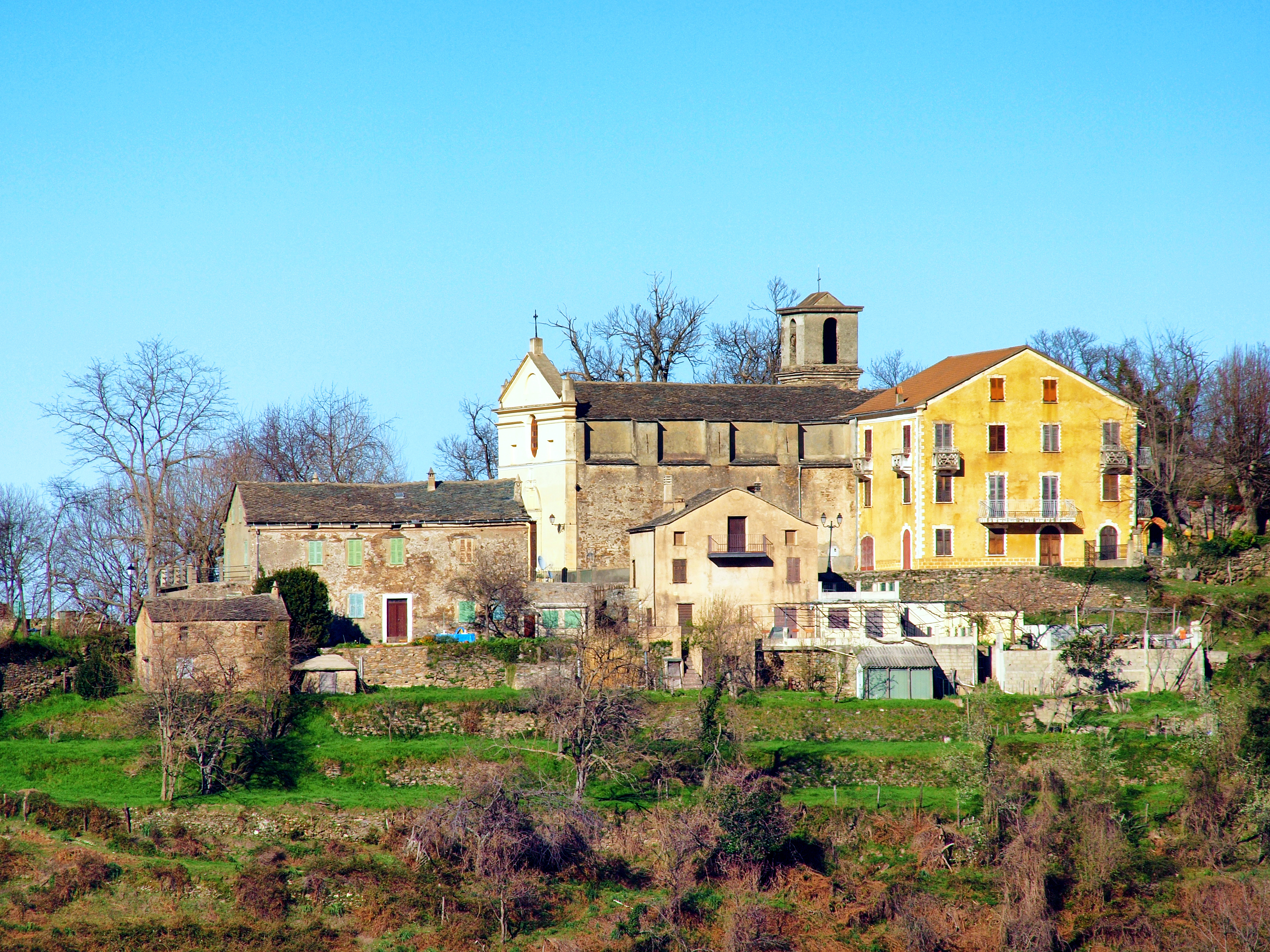
Kirche Saint-Césaire
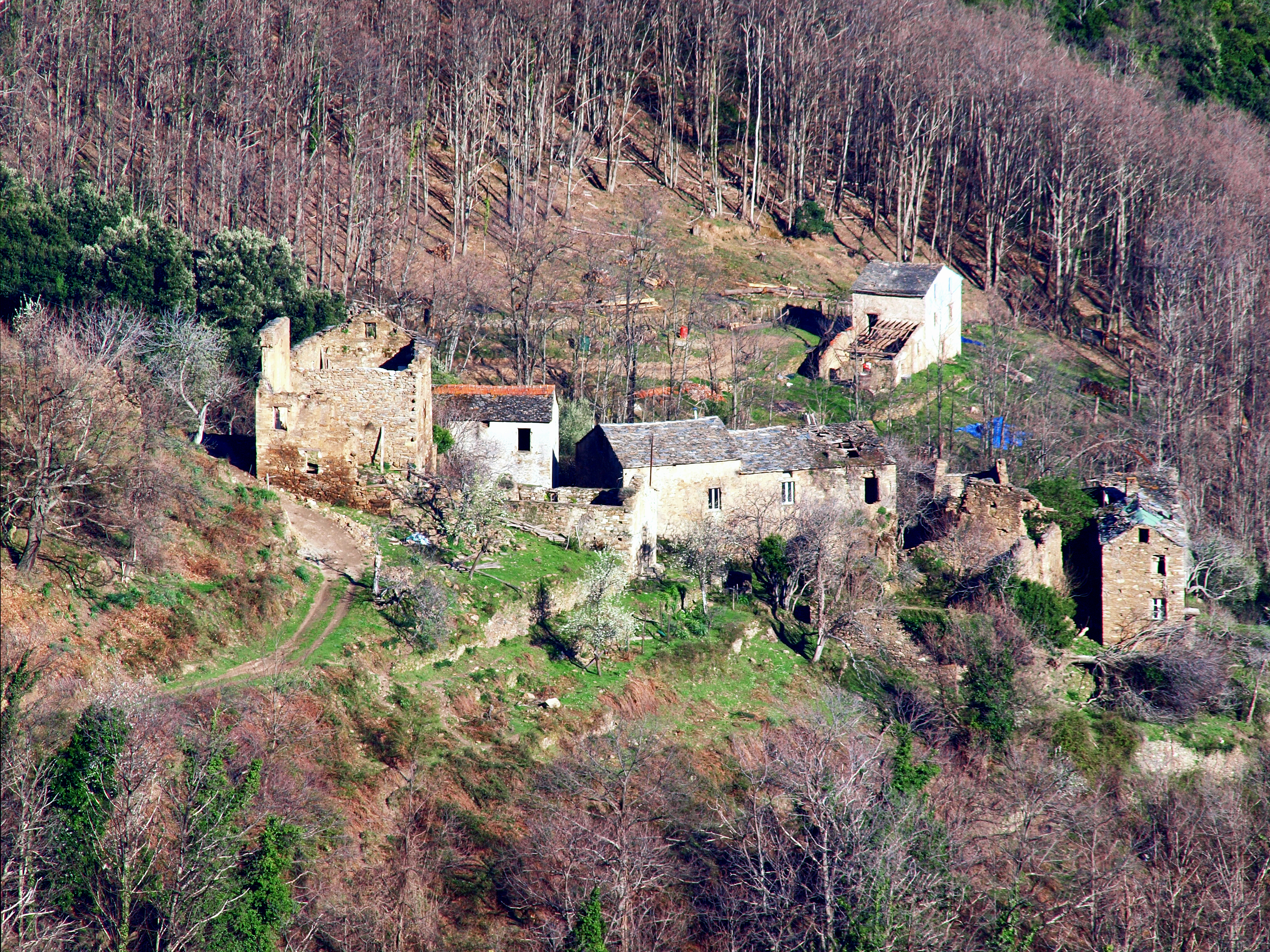
Poggio
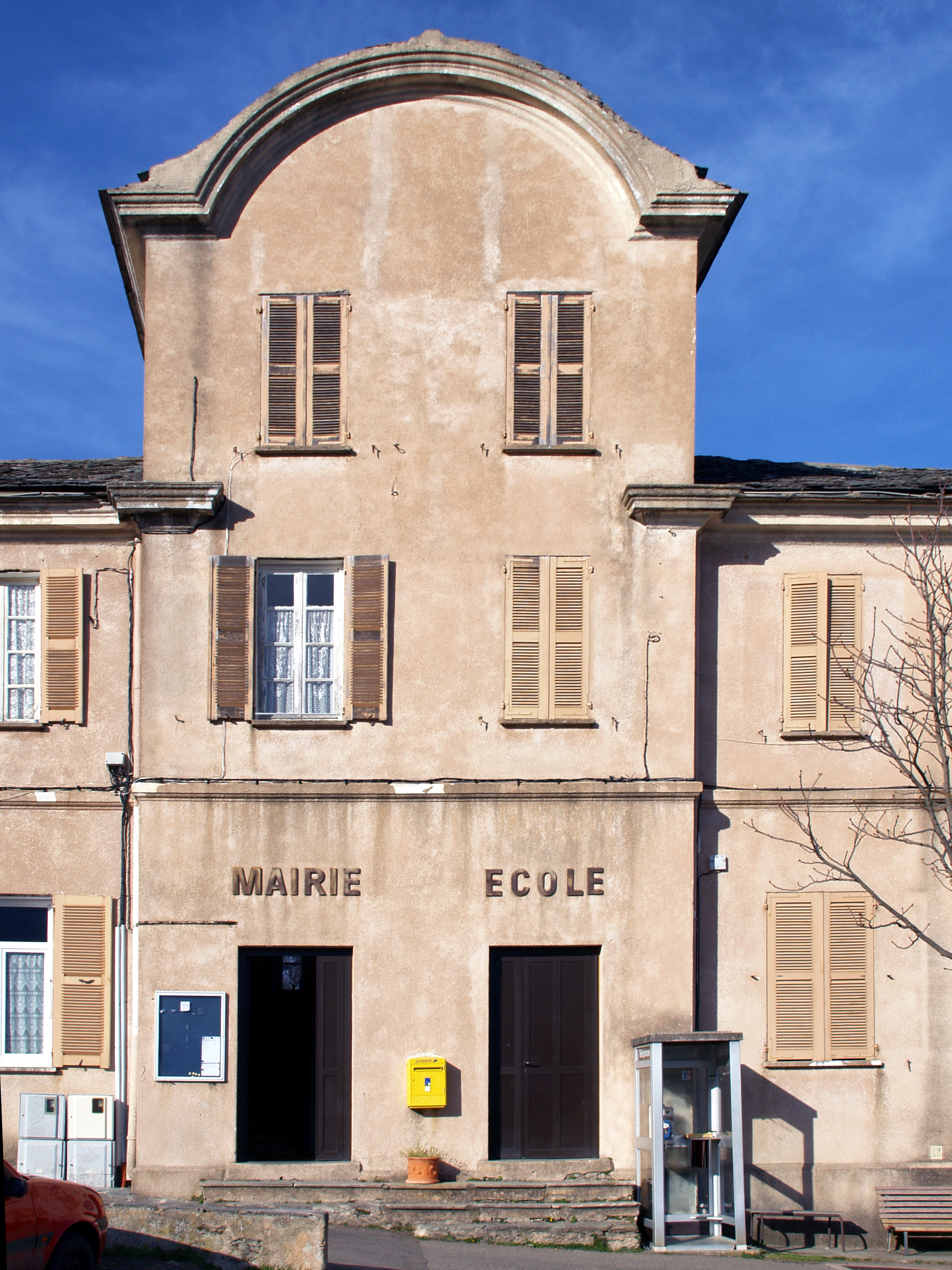
Mairie- und Schulgebäude

## Bevölkerungsentwicklung
| Jahr      | 1962 | 1968 | 1975 | 1982 | 1990 | 1999 | 2008 | 2016 |
| --------- | ---- | ---- | ---- | ---- | ---- | ---- | ---- | ---- |
| Einwohner | 109  | 106  | 97   | 100  | 78   | 85   | 82   | 73   |